# Ngoại lệ kiểu Mỹ

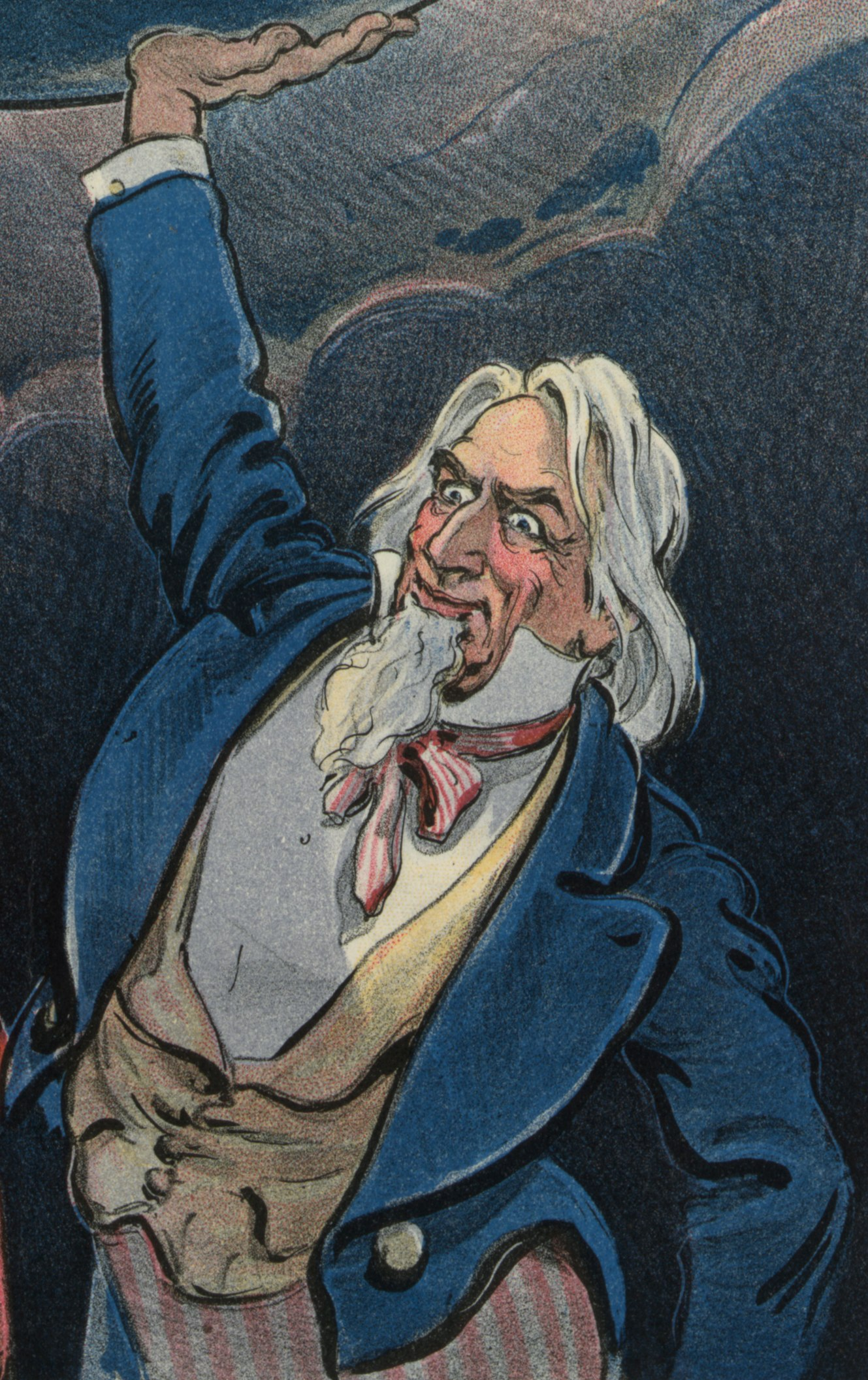
Biểu tượng Chú Sam châm biếm cho "ngoại lệ kiểu Mỹ"

Ngoại lệ kiểu Mỹ (American exceptionalism) là một ý thức hệ cho rằng Hoa Kỳ chiếm một vị trí độc nhất và vượt trội so với các nước còn lại trên thế giới, là hiện thân của sự đặc biệt, độc đáo và chuẩn mực so với các quốc gia khác, điều này cho phép Mỹ có quyền miễn trừ khỏi những ràng buộc bởi các quy tắc, chuẩn mực, thông lệ mà các quốc gia khác buộc phải tuân theo. Ý tưởng này xuất hiện từ năm 1630, khi John Winthrop, thống đốc đầu tiên của thuộc địa Vịnh Massachusetts, tuyên bố rằng cộng đồng của mình phải hành xử như một “thành phố trên đồi” (City upon a Hill) để làm gương cho toàn thế giới. Những người ủng hộ cho rằng các giá trị, hệ thống chính trị và sự phát triển lịch sử của Hoa Kỳ là duy nhất trong lịch sử loài người, thường ngụ ý rằng nó vừa được định sẵn vừa có quyền đóng một vai trò riêng biệt và tích cực trên trường thế giới. Là một thuật ngữ trong khoa học chính trị, chủ nghĩa ngoại lệ của Mỹ ám chỉ đến vị thế của Hoa Kỳ như một kẻ ngoại lệ toàn cầu theo cả nghĩa tích cực và nghĩa tiêu cực. Những người chỉ trích khái niệm này cho rằng ý tưởng về chủ nghĩa ngoại lệ của Mỹ cho thấy rằng Hoa Kỳ vượt trội và thượng đẳng hơn các quốc gia dân tộc khác, có nền văn hóa vượt trội hoặc có sứ mệnh độc nhất là biến đổi hành tinh và cư dân của nó. Theo giáo sư Jeffrey D. Sachs thì "Chủ nghĩa ngoại lệ Mỹ" xuất phát từ việc người Mỹ luôn coi đất nước mình là biểu tượng của “sự xuất chúng, ngoại lệ”. Sự ngoại lệ ấy cho rằng người Mỹ siêu đẳng, vượt trội hơn các dân tộc khác, tách biệt nước này với thế giới và tự coi mô hình của Mỹ là mô hình tiêu biểu mà các nước khác cần phải noi theo. 
Ý thức hệ ngoại lệ kiểu Mỹ này cũng bị chỉ trích là biểu hiện của sự ngạo mạn, trịch thượng dẫn đến các chính sách đối ngoại đơn phương, coi thường luật pháp và các tổ chức quốc tế, và áp đặt giá trị của mình lên các quốc gia khác. Hành vi ngoại lệ kiểu Mỹ khiến nước này luôn mang tính thực dụng và tâm lý bảo vệ quyền lực kinh tế, quân sự là sen đầm, cảnh sát quốc tế và ảnh hưởng chính trị dù điều đó đồng nghĩa với việc vi phạm hay rút khỏi những cơ chế đa phương, luật chơi chung một cách bất chấp một khi những cơ chế này đụng chạm đến quyền lợi của Mỹ. Một số nhà sử học ủng hộ khái niệm chủ nghĩa ngoại lệ của người Mỹ nhưng tránh sử dụng thuật ngữ này để tránh vướng vào các cuộc tranh luận tu từ. Bernard Bailyn, một chuyên gia hàng đầu về thực dân tại Harvard, là người tin vào tính đặc biệt của nền văn minh Mỹ. Mặc dù ông hiếm khi, nếu không muốn nói là không bao giờ, sử dụng cụm từ "chủ nghĩa ngoại lệ của người Mỹ", ông vẫn nhấn mạnh vào "những đặc điểm riêng biệt của cuộc sống Bắc Mỹ của người Anh". Ông lập luận rằng quá trình truyền bá xã hội và văn hóa dẫn đến các mô hình giáo dục đặc biệt của người Mỹ theo nghĩa rộng nhất của từ này, và ông tin vào tính chất độc đáo của Cách mạng Mỹ. Thuật ngữ này đã trở thành vấn đề gây tranh cãi giữa các ứng cử viên tổng thống Barack Obama và John McCain trong chiến dịch tranh cử tổng thống năm 2008, với việc McCain chỉ trích Obama vì bị cáo buộc không tin vào khái niệm này.